# Amalfi: megami no hōshū
Amalfi: megami no hōshū (アマルフィ 女神の報酬?, Amarufi: megami no hōshū), noto come Amalfi: Rewards of the Goddess a livello internazionale, è un film del 2009 diretto da Hiroshi Nishitani, realizzato per le celebrazioni del cinquantenario della Fuji Television.
Al film sono succeduti un dorama - The Diplomat Kōsaku Kuroda (外交官・黒田康作?, Gaikōkan Kuroda Kōsaku) - e un sequel cinematografico - Andalusia: megami no houfuku (アンダルシア 女神の報復?, Andarushia: megami no houfuku).

## Trama
Kōsaku Kuroda è un diplomatico giapponese inviato in Italia per organizzare l'arrivo del Ministro degli Esteri Wataru Kawagoe in vista del G8 che si terrà a Roma, con l'obiettivo di tutelare l'incolumità del Ministro a causa di minacce terroristiche. Tuttavia viene coinvolto nel rapimento di una ragazzina giapponese, Madoka Yagami, in vacanza nella capitale con sua madre Saeko e sarà costretto ad occuparsi del caso. Kuroda, che parla italiano, si finge marito di Saeko e intraprende una trattativa con il sequestratore, che gli intima di non chiamare la polizia per non rischiare la vita dell'ostaggio. La trattativa fallisce poiché Kuroda ha, segretamente, coinvolto l'ispettore Bartolini nelle ricerche. Kuroda riesce a stipulare un secondo negoziato che lo porterà ad Amalfi, dove inizia ad identificare il colpevole. Il diplomatico capirà che non si tratta propriamente di un sequestro a fini di estorsione, dietro il quale si cela un piano ben più elaborato per colpire le istituzioni nipponiche.

## Produzione
Primo film giapponese ad essere girato interamente in Italia, le riprese sono state effettuate a Roma, Caserta e la costiera amalfitana. Sarah Brightman appare nel ruolo di sé stessa cantando  Time To Say Goodbye, cover di Con te partirò di Andrea Bocelli.

## Accoglienza
Il film è stato accolto negativamente dalla critica ma è stato un successo al botteghino con un incasso di 3,65 miliardi di yen, che lo hanno reso il nono film più visto in Giappone nel 2009 (il quinto tra quelli prodotti in patria).